# Йохан Сигизмунд (Бранденбург)
Йохан Сигизмунд (на немски: Johann Sigismund, Markgraf von Brandenburg, * 8 ноември 1572 в Хале, † 23 декември 1619/ 2 януари 1620 в Берлин) от фамилията Хоенцолерн е курфюрст на Бранденбург от 1608 до 1619 г. и от 1612 г. администратор на Херцогство Прусия.
Той е най-възрастният син на администратора на Магдебург и бранденбургския курфюрст Йоахим Фридрих (1546 – 1608) и първата му съпруга Катарина от Бранденбург-Кюстрин (1549 – 1602), дъщеря на маркграф Йохан от Бранденбург-Кюстрин. Той расте и е възпитаван лутерански в двора на дядо му курфюрст Йохан Георг.
Йохан Зигизмунд се жени на 30 октомври 1594 г. за принцеса Анна от Прусия (1576 – 1625) и живее с нея в Цехлин. Той поема управлението на Бранденбург през 1608 г. и скоро се забелязва неговата слабост. През 1612 г. той купува Херцогство Прусия.
На Коледа 25 декември 1613 (4 януари 1614 г.) Йохан Зигизмунд в Берлинския дом преминава от лутеранската в реформираната вяра.
През 1616 г. Йохан Зигизмунд претърпява мозъчен удар и през 1619 г. предава управлението на най-големия си син курфюрст Георг Вилхелм.

## Деца
През 1594 г. Йохан Зигизмунд се жени за Анна от Прусия (* 1576, † 1625), най-възрастната дъщеря на херцог Албрехт Фридрих от Прусия (1553 – 1618) и Мария Елеонора от Юлих-Клеве-Берг (1550 – 1608). Двамата имат 8 деца:
- Георг Вилхелм (1595 – 1640), курфюрст и маркграф на Бранденбург

∞ 1616 принцеса Елизабет Шарлота от Пфалц (1597 – 1660)
- Анна София (1598 – 1659)

∞ 1614 херцог Фридрих Улрих от Брауншвайг-Волфенбютел (1591 – 1634)
- Мария Елеонора (1599 – 1655)

∞ 1620 крал Густав II Адолф от Швеция (1594 – 1632)
- Катарина (1602 – 1644)

∞ 1. 1626 княз Габриел Бетлен от Княжество Трансилвания (1580 – 1629)
∞ 2. 1639 херцог Франц Карл фон Саксония-Лауенбург (1594 – 1660)
- Йоахим Зигизмунд (1603 – 1625)
- Агнес (1606 – 1607)
- Йоахим Фридрих (1607 – 1608)
- Албрехт Христиан (*/† 1609)